# Katame no kata

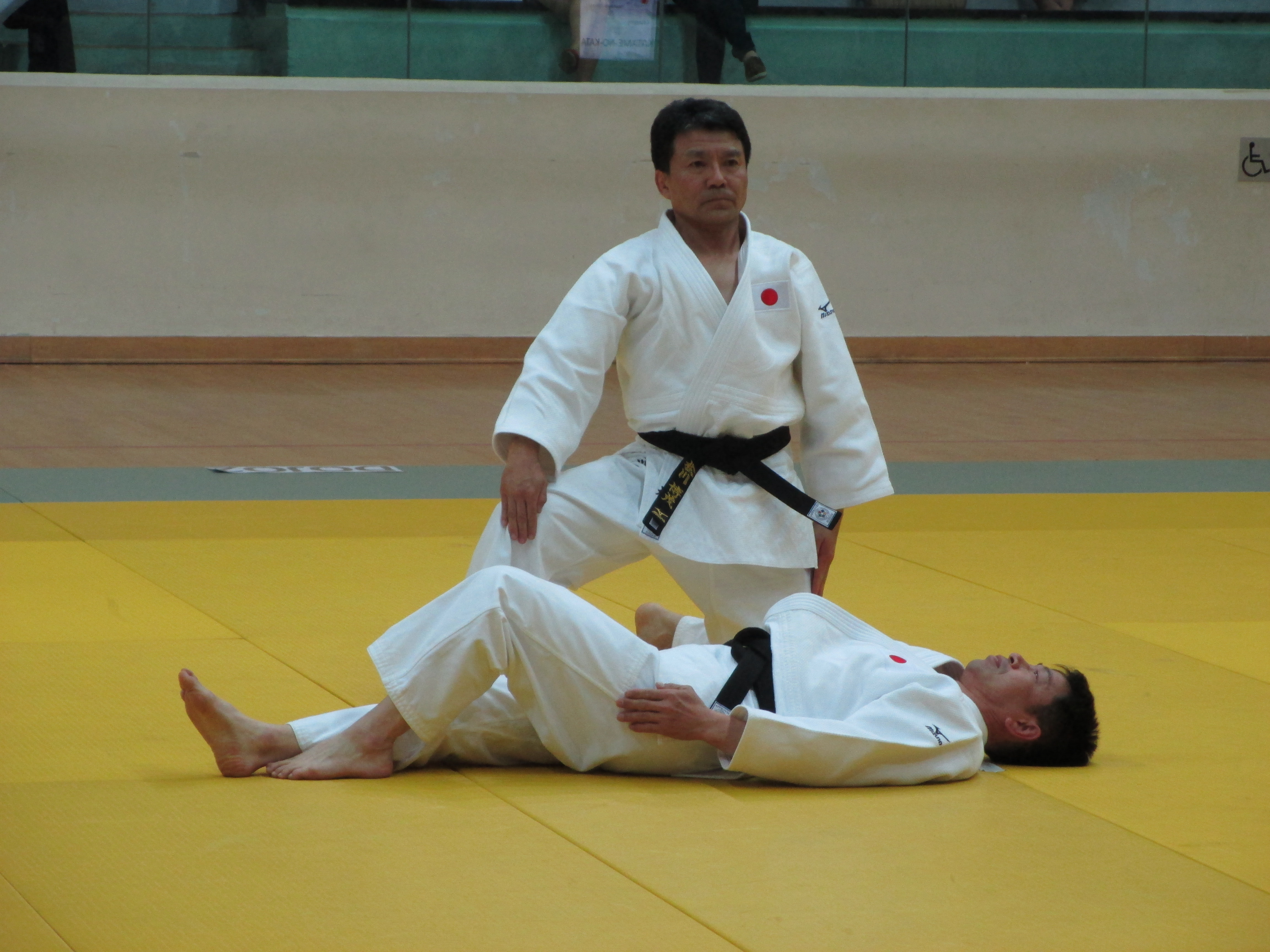
Posture de base du Katame no kata

Le katame no kata  est un kata du judo inventé entre 1884 et 1887 par Jigorō Kanō.
Le katame no kata est le kata des techniques de contrôle (immobilisations, étranglements et luxations) au sol.
Ce kata est présenté pour le 3e ou 4e Dan.

## Techniques
Ce kata est composé de 3 séries de 5 techniques chacune:
Ouverture du kata :
Ire série : Osaekomi Waza (techniques d'immobilisation)
- Kesa Gatame
- Kata Gatame
- Kami Shiho Gatame
- Yoko Shiho Gatame
- Kuzure Kami Shiho Gatame

2e série : Shime Waza (techniques d'étranglements)
- Kata Juji Jime
- Hadaka Jime
- Okuri Eri Jime
- Kata Ha Jime
- Gyaku Juji Jime

3e série : Kansetsu Waza (techniques de clés ou luxation)
- Ude Garami
- Ude Hishigi Juji Gatame
- Ude Hishigi Ude Gatame
- Ude Hishigi Hiza Gatame
- Ashi Garami

Fermeture du Kata.